# ليست لهم أجساد القديسين
ليست لهم أجساد القديسين (بالإنجليزية: Ain't Them Bodies Saints)‏ هو فيلم رومانسي-جريمة-درامي أمريكي إنتاج 2013. من إخراج وكتابة ديفيد لوري، ومن بطولة كيسي أفليك، وروني مارا، وبن فوستر.

## قصة الفيلم
«بوب» و«روث» زوجان متورطان في أنشطة إجرامية، وتم القبض عليهما، ويُلقى الاتهام على «بوب» ويُسجن. يتتبع الفيلم الأحداث التي تلت الأنشطة الإجرامية، حيث أنجبت «روث» ابنتهما، ويعيش الاثنان بشكل مريح. عندما تبلغ الطفلة سن الرابعة تقريبًا، يهرب «بوب» من السجن، ويتطلع إلى إعادة الاتصال مع عائلته.

## البطولة
- كيسي أفليك بدور بوب مولدون
- روني مارا بدور روث جوثري
- بن فوستر بدور باتريك ويلر
- رامي مالك بدور ويل
- كيث كارادين بدور سكيريت
- تشارلز بيكر بدور بير
- نيت باركر بدور سويتي

## وصلات خارجية
- ليست لهم أجساد القديسين على موقع IMDb (الإنجليزية)
- ليست لهم أجساد القديسين على موقع ميتاكريتيك (الإنجليزية)
- ليست لهم أجساد القديسين على موقع روتن توميتوز (الإنجليزية)
- ليست لهم أجساد القديسين على موقع نتفليكس (الإنجليزية)
- ليست لهم أجساد القديسين على موقع قاعدة بيانات الأفلام العربية
- ليست لهم أجساد القديسين على موقع ألو سيني (الفرنسية)
- ليست لهم أجساد القديسين على موقع أول موفي (الإنجليزية)
- ليست لهم أجساد القديسين على موقع بوكس أوفيس موجو (الإنجليزية)
- ليست لهم أجساد القديسين على موقع فيلمافينيتي (الإسبانية)
- ليست لهم أجساد القديسين على موقع قاعدة بيانات الأفلام السويدية (السويدية)